# 2022年丽江地震
2022年丽江地震或2022年宁蒗地震是指2022年1月2日发生于中国云南省丽江市宁蒗彝族自治县的强烈地震。该次地震震中位于中国云南省丽江市宁蒗彝族自治县（北纬27.79度，东经100.65度），震级为Ms 5.5，震源深度约为10千米，最大烈度为7（VII）度。
该次地震共造成30人受伤，8,117间民房受损，直接经济损失超過12亿元人民币。

## 地质构造
云南省是中国地震活动最活跃的省份之一。云南地区最早有记录的地震发生在公元9世纪，15世纪以来该地区一直被记录到中强地震的发生。云南省西北部的丽江地区坐落于特提斯—喜马拉雅构造域的转折区域，现代构造应力场分布较为复杂，现代构造活动强烈。澜沧江断裂、金沙江断裂、金江断裂、楚波—白汉场断裂、三江口—鹤庆断裂和永胜—宾川断裂等自西向东分布在该地区。大多数发生在丽江地区的地震主要以走滑断层为主，但也有一部分地震呈现出正断层的性质。自17世纪初以来，共有60多次5级以上地震发生于此。其中，曾在1996年发生的7.0级地震，致使309人遇难和约1.7万人受伤。

## 机构观测
中国地震台网测定，该次地震发生于中国云南省丽江市宁蒗彝族自治县（北纬27.79度，东经100.65度），震级为Ms 5.5，震源深度约为10千米。该机构预计该次地震的最大烈度为7（VII）度。其中，烈度达到6度及以上区域的总面积约为1,389平方千米，人口约2.4万人。而根据云南省地震局的评定，此次地震烈度达到6度及以上区域的总面积约为1,501平方千米，主要包括云南省宁蒗彝族自治县和四川省木里藏族自治县和盐源县。
下表列出了烈度达到6以上的区域。
| 烈度 | 省市县               | 乡镇                           |
| ---- | -------------------- | ------------------------------ |
| 7    | 云南省宁蒗彝族自治县 | 永宁镇、温泉村、泥鳅沟村       |
| 6    | 云南省宁蒗彝族自治县 | 永宁镇、拉伯乡、翠玉乡、红桥镇 |
| 6    | 四川省木里藏族自治县 | 依吉乡、俄亚乡、屋脚乡         |
| 6    | 四川省盐源县         | 泸沽湖镇                       |

此外，中国境外的地震机构测定的震级在数值上较低。美国地质调查局测定的震级为MW 5.4。此外，该机构还测定该次地震震中位于香格里拉以东约98千米处（北纬27.810度，东经100.711度），震源深度约为38.4千米，最大修订麦加利地震烈度为5（V）度。欧洲地中海地震中心测定的震级与美国相同，均为MW 5.4，但测定的震源深度较浅，约为20千米。而德国地球科学研究中心GEOFON台网中心测定的震级更低，为MW 5.3。

## 震害情况
根据云南省地震局统计，云南省宁蒗彝族自治县（县城、永宁乡、拉伯乡、红桥镇）和玉龙纳西族自治县（奉科镇、宝山乡）震感较为强烈。美国地质调查局根据在线互联网震感调查页面收集到的震感报告，推测出该次地震的最大烈度为6（VI）度。
该次地震共造成30人受伤。宁蒗彝族自治县和玉龙纳西族自治县分别有26,797人和1,946人受灾，共计28,713人。此外，13,021人被紧急避险转移，11,428人被紧急转移安置。 
据初步统计，该次地震直接造成经济损失12.3亿元人民币。该次地震造成宁蒗彝族自治县4个乡镇内的8,117间民房受损。其中，宁蒗彝族自治县内有部分学校的教学楼和宿舍等建筑物损毁。宁蒗彝族自治县下辖的永宁镇内共有151户电力发生故障。此外，共有38条道路受损，受损全长约455千米。其中，2条省道共计89.388千米、13条县道共计252.592千米、14条乡道91.595千米和9条村道21.384千米受损。地震发生翌日，震区内的高速公路、国省干线公路及农村公路通行恢复正常。
地震发生时正值元旦假期，部分地区开学受到影响。地震发生后，宁蒗彝族自治县永宁镇的住建部门对当地校园内受损的建筑进行了评估，一些被认为存在着安全隐患的建筑被贴上了“暂停使用”的标签。截至2022年1月7日，除受影响较大的永宁镇和拉伯乡外，宁蒗彝族自治县其他乡镇的160余所中小学、幼儿园均已正常开学。
为确保当地物资保障到位，共有1,915顶帐篷、4,198床棉被、1,930床毛毯、2250张折叠床和4,250件大衣等物资被调往震区。